# لووتسی، یاگودینا
لووتسی (صربی: Lovci}} یک منطقهٔ مسکونی در صربستان است که در Pomoravlje District واقع شده‌است.
 لووتسی  ۸۶۱ نفر جمعیت دارد.